# Tonnis Klaas Land
Tonnis Klaas Land (Eenum, 11 juli 1810 - Stadskanaal, 17 februari 1869) was een Nederlandse burgemeester.

## Leven en werk
Land was een zoon van Klaas Tonnis Land en Anje Harkes, landbouwers in Eenum. Hij trouwde op 30 december 1830 te Bierum met Zwaantje Tiddes Westing, dochter van de landbouwer uit Nieuw-Beerta Tidde Suines Westing en Anje Berends. Land was, voordat hij in 1860 benoemd werd tot burgemeester, onderwijzer. In 1860 werd hij burgemeester van de Groningse gemeenten Vlagtwedde en Onstwedde als opvolger van mr. Frederik Roessingh, die benoemd was tot notaris in Nieuwe Pekela. Land overleed in 1869 op 58-jarige leeftijd in Stadskanaal. In Vlagtwedde werd hij als burgemeester opgevolgd door A.H. Koning en in Onstwedde door Izaäk Herman Reijnders.

## Onstwedde versus Stadskanaal
De veenkolonie Stadskanaal kwam in de 19e eeuw tot ontwikkeling. Een deel van Stadskanaal behoorde bij de vroegere gemeente Wildervank en een deel hoorde bij de gemeente Onstwedde. Langzamerhand overvleugde de nieuwe kolonie het oude dorp Onstwedde. Tijdens het burgemeesterschap van Land was het aantal raadsleden uit Stadskanaal voor het eerst groter dan uit Onstwedde. In 1863 werd het besluit genomen om het gemeentehuis te verplaatsen van Onstwedde naar Stadskanaal. De eerste zitting van de gemeenteraad in Stadskanaal vond in oktober 1863 plaats onder leiding van Land in hotel Dopper te Stadskanaal. Tot 1882 bleef het gemeentehuis in dit hotel gevestigd. De gemeente bleef wel, ondanks de verplaatsing van het bestuurlijk centrum naar Stadskanaal, tot 1 januari 1968 als naam Onstwedde houden.